# اون دختره کیه (موسیقی متن)
«اون دختره کیه» (به انگلیسی: Who's That Girl) آلبومی از هنرمند اهل ایالات متحده آمریکا مدونا است که در سال ۱۹۸۷ میلادی منتشر شد.